# جیگلی کالینته
جیگلی کالینته (به انگلیسی: Jiggly Caliente) با نام اصلی بیانکا کاسترو (به انگلیسی: Bianca Castro) (۲۹ نوامبر ۱۹۸۰ – ۲۷ آوریل ۲۰۲۵) مبدل‌پوش، خواننده و بازیگر فیلیپینی-آمریکایی بود.
او یک زن ترنس بود.